# Passalora occidentalis
Passalora occidentalis är en svampart som först beskrevs av Mordecai Cubitt Cooke, och fick sitt nu gällande namn av U. Braun 2000. Passalora occidentalis ingår i släktet Passalora och familjen Mycosphaerellaceae.   Inga underarter finns listade i Catalogue of Life.